# Скосари
Скосари́, или хоботники, или ушастые слоники (лат. Otiorhynchus; =Brachyrrhynchus Latr.) — огромный род жесткокрылых семейства долгоносиков, насчитывающий более тысячи видов.

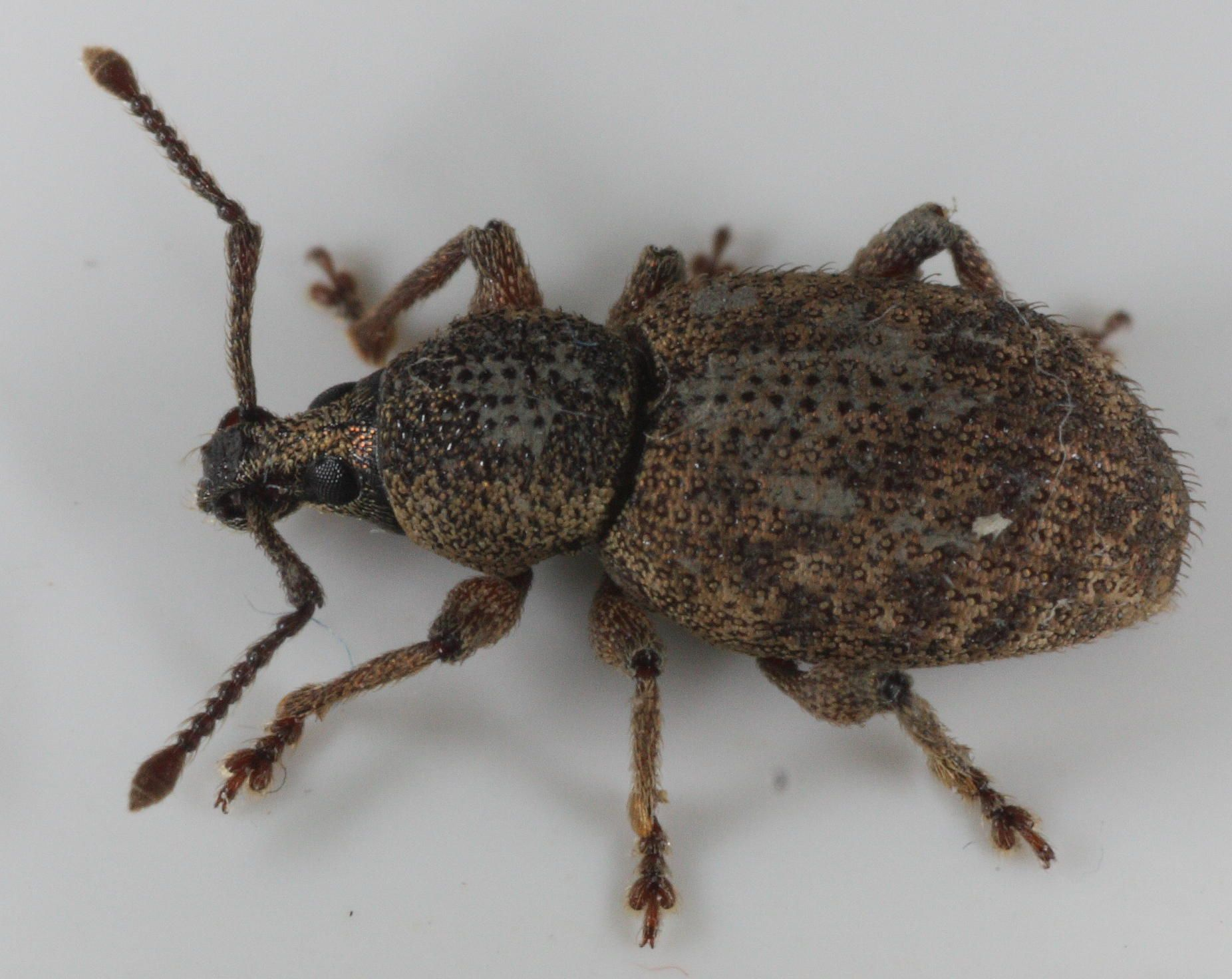
Otiorhynchus scaber

Родовое латинское название Otiorhynchus — от др.-греч. ὠτίον «ушко» и ῥῠ́γχος «рыло»; ὠτιορυγχος, хотя в древнегреческом такого слова не было, и название изобретено автором описания рода.

## Описание
Тело обычно в волосках, часто с пятнами чешуек, реже голое. Головотрубка обычно короткая и толстая, с явственными птеригиями. Передний край головотрубки с явственной, часто глубокой, полукруглой или треугольной вырезкой, обычно отделённой от остальной головотрубки приподнятой линией. Усиковые бороздки часто достигают глаза, не ямкообразные. Глаза хорошо развиты, обычно крупные. Плечи надкрылий всегда округлены, надкрылья сросшиеся на шве и частью на боках груди. Коготки свободные.

## Экология
Личинки обитают в почве, где питаются корнями разнообразных травянистых и древесно-кустарниковых видов растений. Личинки обычно не имеют пищевой специализации.
Взрослые жуки питаются листьями.

## Виды
Некоторые виды:
- Otiorhynchus albidus
- Otiorhynchus arcticus
- Скосарь виноградный (Otiorhynchus asphaltinus Germar)
- Otiorhynchus atronitens
- Otiorhynchus aurosparsus
- Otiorhynchus balcanicus
- Otiorhynchus bisulcatus
- Otiorhynchus brauneri
- Otiorhynchus brunneus
- Otiorhynchus caucasicus
- Скосарь кедровый (Otiorhynchus chrysocomus Germar)
- Otiorhynchus concinnus
- Otiorhynchus conspersus
- Скосарь яблонный (Otiorhynchus cribricollis Gyllenhal)
- Otiorhynchus deubeli
- Otiorhynchus equestris
- Otiorhynchus fullo
- Otiorhynchus gemmatus
- Otiorhynchus granulipennis
- Otiorhynchus hungaricus
- Otiorhynchus infensus
- Otiorhynchus kollari
- Otiorhynchus laevigatus
- Otiorhynchus lederi
- Скосарь люцерновый (Otiorhynchus ligustici Linnaeus)
- Otiorhynchus longiventris
- Otiorhynchus mastix
- Otiorhynchus morio
- Скосарь репный (Otiorhynchus raucus Fabricius), слоник шершавый
- Otiorhynchus multipunctatus
- Скосарь большой чёрный еловый (Otiorhynchus niger Linnaeus)
- Otiorhynchus nodosus
- Otiorhynchus obsidianus
- Скосарь большой черный (Otiorhynchus orbicularis Herbst)
- Otiorhynchus ovalipennis
- Скосарь малый чёрный (Otiorhynchus ovatus Linnaeus)
- Otiorhynchus pauxillus
- Otiorhynchus politus
- Otiorhynchus porcatus
- Otiorhynchus puncticornis
- Otiorhynchus raucus
- Otiorhynchus repletus
- Otiorhynchus rugifrons
- Скосарь морщинистобороздчатый (Otiorhynchus rugosostriatus Goeze)
- Морщинистый скосарь (Otiorhynchus rugosus Hummel)
- Скосарь сиреневый (Otiorhynchus rotundatus Siebold)
- Otiorhynchus scaber
- Otiorhynchus scopularis
- Скосарь сглаженный (Otiorrhynchus sensitivus Scope)
- Скосарь одиночный (Otiorhynchus singularis Linnaeus)
- Otiorhynchus subrotundatus
- Скосарь бороздчатый (Otiorhynchus sulcatus Fabricius)
- Otiorhynchus tristis
- Скосарь турецкий (Otiorhynchus turca Boheman)
- Otiorhynchus unctuosus
- Otiorhynchus velutinus
- Otiorhynchus vitis
- Otiorhynchus yakovlevi